# Redemptoristický konvent (Světec)
Redemptoristický konvent existoval ve Světci v letech 1901-1903.

## Historie konventu
V roce 1901 byl podniknut pražskou provincií redemptoristů pokus o zřízení malého konventu-hospice ve Světci u Bíliny. Měl zde být umístěn noviciát redemptoristů. Pokus se však nezdařil a již roku 1903 redemptoristé Světec opustili.